# Laurel Hill
Laurel Hill is een plaats (city) in de Amerikaanse staat Florida, en valt bestuurlijk gezien onder Okaloosa County.

## Demografie
Bij de volkstelling in 2000 werd het aantal inwoners vastgesteld op 549.
In 2006 is het aantal inwoners door het United States Census Bureau geschat op 567, een stijging van 18 (3,3%).

## Geografie
Volgens het United States Census Bureau beslaat de plaats een oppervlakte van
8,1 km², geheel bestaande uit land. Laurel Hill ligt op ongeveer 86 m boven zeeniveau.

## Plaatsen in de nabije omgeving
De onderstaande figuur toont nabijgelegen plaatsen in een straal van 32 km rond Laurel Hill.